# NGC 768
NGC 768 est une vaste galaxie spirale barrée située dans la constellation de la Baleine. NGC 768 a été découverte par l'astronome américain Lewis Swift en 1885.

## Caractéristiques
Sa vitesse par rapport au fond diffus cosmologique est de 5 704 ± 19 km/s, ce qui correspond à une distance de Hubble de 98,9 ± 6,9 Mpc (∼323 millions d'al).
À ce jour, 11 mesures non basées sur le décalage vers le rouge (redshift) donnent une distance de 90,100 ± 12,276 Mpc (∼294 millions d'al), ce qui est à l'intérieur des valeurs de la distance de Hubble. Notons cependant que c'est avec la valeur moyenne des mesures indépendantes, lorsqu'elles existent, que la base de données NASA/IPAC calcule le diamètre d'une galaxie et qu'en conséquence le diamètre de NGC 768 pourrait être d'environ 60,4 kpc (∼197 000 al) si on utilisait la distance de Hubble pour le calculer.
La classe de luminosité de NGC 768 est II-III et elle présente une large raie HI.
Selon la base de données Simbad, NGC 768 est une galaxie LINER, c'est-à-dire une galaxie dont le noyau présente un spectre d'émission caractérisé par de larges raies d'atomes faiblement ionisés.
La galaxie naine à l'ouest semble être en collision avec NGC 768, car il y a plusieurs endroits de formation d'étoiles dans cette région. On observe aussi une queue au sud de NGC 768, peut-être causée par une rencontre ancienne avec une autre galaxie.